# Podarg de les Salomó
El podarg de les Salomó(Rigidipenna inexpectata) és una espècie d'ocell de la família dels podàrgids (Podargidae) i única espècie del gènere Rigidipenna. Habita la selva de Santa Isabel, Bougainville i Guadalcanal, a les Illes Salomó.
Descrit en 1901, va ser considerat la subespècie Podargus ocellatus inexpectatus del podarg ocel·lat, i més tard una espècie pròpia dins el gènere Podargus. En 2007, treballs genètics que incloïen anàlisis d'ADN van propiciar la inclusió en el gènere monotípic Rigidipenna Cleere et col., 2007.